# Стафідостафіло
Стафідостафі́ло — технічний сорт винограду раннього періоду дозрівання. Культивується на острові Закінф (Греція).
Листя середнє, часто клиноподібне, слабо- або середньорозсічене, п'ятилопатеве, знизу покрите слабким павутиновим опушуванням. Виїмка черешка відкрита, із звуженим гирлом, ліроподібна. Кетяги середні, циліндричні, іноді, подвійні або крилаті, щільні. Ягоди середні, круглі, темно-фіолетово-червоні. Шкірка тонка. М'якоть соковита.